# Güneşin Kızları
Güneşin Kızları è un serial televisivo drammatico turco composto da 39 puntate, trasmesso su Kanal D dal 18 giugno 2015 al 19 marzo 2016. È diretto da Sadullah Celen  e Ayça Yaykin Yikilgan, scritto da Deniz Dargı e Cenk Boğatur, prodotto da Süreç Film ed come protagonisti Emre Kınay, Evrim Alasya, Tolga Sarıtaş, Burcu Özberk, Hande Erçel, Miray Akay e Berk Atan.

## Trama
Güneş è un'insegnante di scuola superiore che vive a Smirne con le sue tre figlie: Nazli, Selin e Peri. Un giorno la sua strada si incrocia con Haluk Mertoğlu, un uomo d'affari di Istanbul. In poco tempo, Haluk propone a Güneş. Sebbene le sue figlie non siano a conoscenza della relazione della madre, Güneş accetta la proposta e decide di andare a vivere insieme all'uomo d'affari.

## Episodi
| Stagione       | Episodi | Prima TV Turchia | Prima TV Italia |
| -------------- | ------- | ---------------- | --------------- |
| Prima stagione | 39      | 2015-2016        | inedita         |

### Prima stagione (2015-2016)
| n° | Titolo originale | Prima TV Turchia  |
| -- | ---------------- | ----------------- |
| 1  | 1. Bölüm         | 18 giugno 2015    |
| 2  | 2. Bölüm         | 25 giugno 2015    |
| 3  | 3. Bölüm         | 2 luglio 2015     |
| 4  | 4. Bölüm         | 9 luglio 2015     |
| 5  | 5. Bölüm         | 16 luglio 2015    |
| 6  | 6. Bölüm         | 23 luglio 2015    |
| 7  | 7. Bölüm         | 30 luglio 2015    |
| 8  | 8. Bölüm         | 6 agosto 2015     |
| 9  | 9. Bölüm         | 13 agosto 2015    |
| 10 | 10. Bölüm        | 20 agosto 2015    |
| 11 | 11. Bölüm        | 31 agosto 2015    |
| 12 | 12. Bölüm        | 7 settembre 2015  |
| 13 | 13. Bölüm        | 14 settembre 2015 |
| 14 | 14. Bölüm        | 21 settembre 2015 |
| 15 | 15. Bölüm        | 28 settembre 2015 |
| 16 | 16. Bölüm        | 5 ottobre 2015    |
| 17 | 17. Bölüm        | 12 ottobre 2015   |
| 18 | 18. Bölüm        | 19 ottobre 2015   |
| 19 | 19. Bölüm        | 26 ottobre 2015   |
| 20 | 20. Bölüm        | 2 novembre 2015   |
| 21 | 21. Bölüm        | 9 novembre 2015   |
| 22 | 22. Bölüm        | 16 novembre 2015  |
| 23 | 23. Bölüm        | 23 novembre 2015  |
| 24 | 24. Bölüm        | 30 novembre 2015  |
| 25 | 25. Bölüm        | 7 dicembre 2015   |
| 26 | 26. Bölüm        | 14 dicembre 2015  |
| 27 | 27. Bölüm        | 21 dicembre 2015  |
| 28 | 28. Bölüm        | 28 dicembre 2015  |
| 29 | 29. Bölüm        | 4 gennaio 2016    |
| 30 | 30. Bölüm        | 11 gennaio 2016   |
| 31 | 31. Bölüm        | 18 gennaio 2016   |
| 32 | 32. Bölüm        | 25 gennaio 2016   |
| 33 | 33. Bölüm        | 1º febbraio 2016  |
| 34 | 34. Bölüm        | 13 febbraio 2016  |
| 35 | 35. Bölüm        | 20 febbraio 2016  |
| 36 | 36. Bölüm        | 27 febbraio 2016  |
| 37 | 37. Bölüm        | 5 marzo 2016      |
| 38 | 38. Bölüm        | 12 marzo 2016     |
| 39 | 39. Bölüm        | 19 marzo 2016     |

## Personaggi e interpreti

### Personaggi principali
- Haluk Mertoğlu (episodi 1-39), interpretato da Emre Kınay.
- Güneş Yılmaz Mertoğlu (episodi 1-39), interpretata da Evrim Alasya.
- Ali Mertoğlu (episodi 1-39), interpretato da Tolga Sarıtaş.
- Nazlı Yılmaz (episodi 1-39), interpretata da Burcu Özberk.
- Selin Yılmaz Mertoğlu (episodi 1-39), interpretata da Hande Erçel.
- Peri Yılmaz (episodi 1-39), interpretata da Miray Akay.
- Savaş Mertoğlu (episodi 1-39), interpretato da Berk Atan.
- Rana (episodi 1-39), interpretata da Meltem Gülenç.
- Sevilay (episodi 1-39), interpretata da Funda İlhan.
- Ahmet Mertoğlu (episodi 1-39), interpretato da Teoman Kumbaracıbaşı.
- İnci Mertoğlu (episodi 1-39), interpretata da Süreyya Güzel.
- Mert (episodi 1-39), interpretato da Kanat Heparı.
- Tuğçe Yurdam (episodi 1-39), interpretata da İrem Helvacıoğlu.
- Emre (episodi 1-39), interpretato da Sarp Can Köroğlu.
- Melisa (episodi 1-39), interpretata da Ege Kökenli.
- Can (episodi 1-39), interpretato da Sarper Arda Akkaya.

### Personaggi secondari
- Pilota (episodio 1), interpretato da Selçuk Yöntem.
- Nihal (episodi 1-2, 9), interpretata da Özge Erdem.
- Furkan (episodi 3-6, 9), interpretato da Mustafa Efdal.
- Zafer (episodi 6-20, 27-39), interpretato da Ali Pinar.
- Didem (episodi 7-12), interpretata da Fatmagül Fakı.
- Derya (episodi 11-19), interpretata da Nurseli Tiriskan.
- Elif (episodi 20-25), interpretata da Dilan Çiçek Deniz.
- Levent Polat (episodi 21-39), interpretato da Fatih Dönmez.
- Yigit (episodi 27-39), interpretato da Can Kalav.
- Tolga Aktas (episodi 29-33), interpretato da Mert Haymanalar.
- Doruk Polat (episodi 31-39), interpretato da Anil Altan.
- Berk (episodio 33), interpretato da Deneme Berk.
- Cancelliere (episodio 34), interpretato da Ali Ertan Güney.
- Kerim (episodi 34-35), interpretato da Yasin Yilmaz.

## Produzione
La serie è diretta da Sadullah Celen, scritta da Deniz Dargı e Cenk Boğatur e prodotta da Süreç Film.

### Riprese
Le riprese della serie sono state effettuate a Smirne e nel quartiere di Kanlıca del distretto di Beykoz a Istanbul.

## Trasmissioni internazionali
| Paese                | Rete televisiva    | Titolo locale                    |
| -------------------- | ------------------ | -------------------------------- |
| Turchia              | Kanal D            | Güneşin Kızları                  |
| Pakistan             | Play Entertainment | Sunehri Titliyaan (سنہری تتلیاں) |
| Kosovo               | RTV21              | Vajzat e diellit                 |
| Macedonia del Nord   | Alfa TV            | Ќерки                            |
| Bosnia ed Erzegovina | Nova BH            | Guneš i njene kćeri              |
| Romania              | Kanal D            | Guneș                            |

## Riconoscimenti
Pantene Golden Butterfly Awards
- 2015: Premio come Miglior serie televisiva a Sadullah Celen, Ayça Yaykin Yikilgan, Ismail Gündogdu, Inci Kirhan, Tolga Sarıtaş, Burcu Özberk, Hande Erçel, Berk Atan, Deniz Dargi, Cenk Bogatur e Süreç Film
- 2015: Candidatura come Miglior coppia televisiva a Hande Erçel e Tolga Sarıtaş

Turkey Youth Awards
- 2016: Candidatura come Miglior serie televisiva per Güneşin Kızları
- 2016: Candidatura come Miglior attrice televisiva a Hande Erçel
- 2016: Candidatura come Miglior attore televisivo a Tolga Sarıtaş
- 2016: Candidatura come Miglior attore televisivo a Berk Atan
- 2017: Premio come Miglior attore televisivo a Tolga Sarıtaş
- 2017: Candidatura come Miglior attore televisivo non protagonista a Berk Atan
- 2017: Candidatura come Miglior attrice televisiva non protagonista a Burcu Özberk
- 2017: Candidatura come Miglior regista a Sadullah Celen
- 2017: Candidatura come Miglior sceneggiatrice a Deniz Dargi